# Richmond-San Rafaelbrug

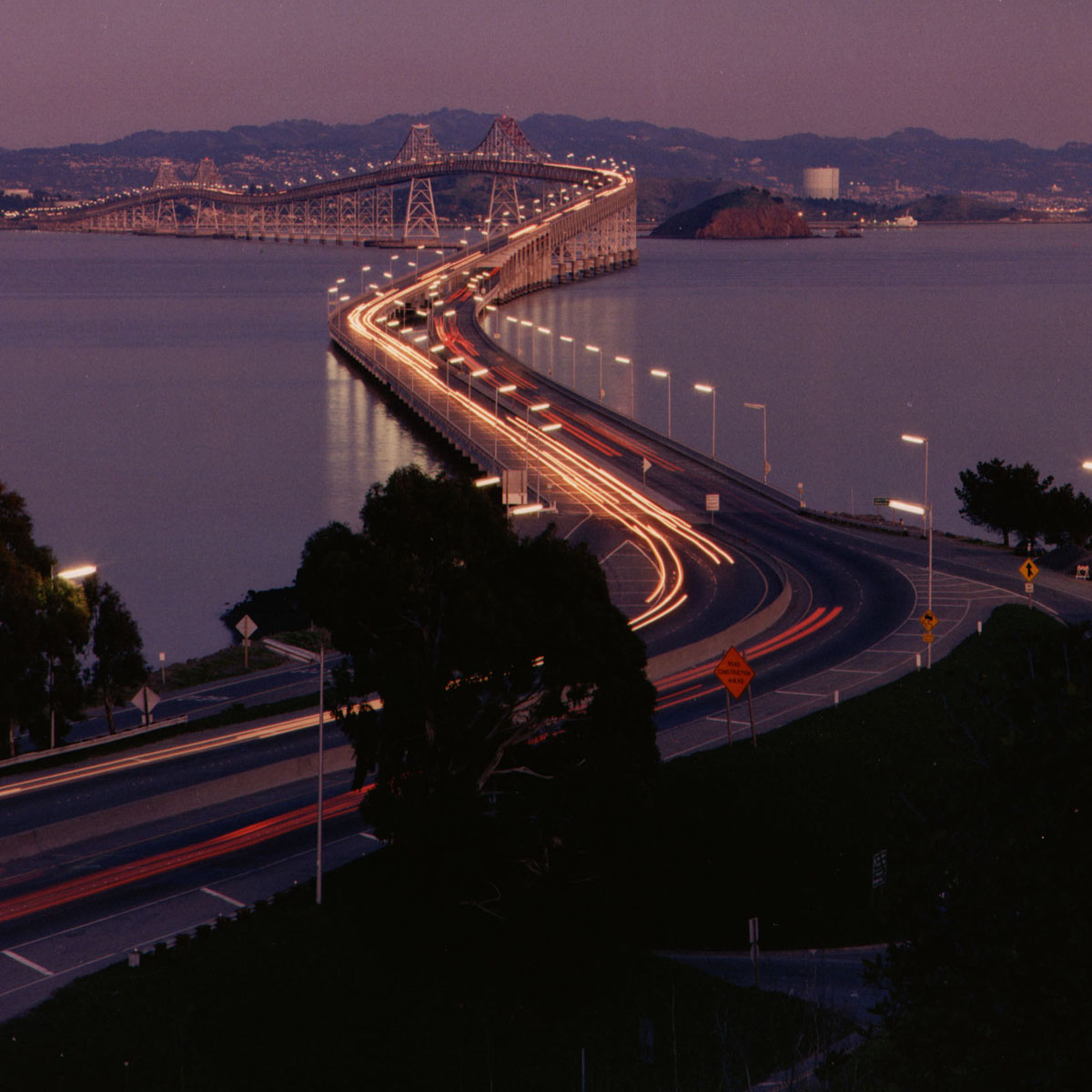
De Richmond-San Rafaelbrug vanuit het westen bij valavond

De Richmond-San Rafaelbrug (Engels: Richmond-San Rafael Bridge, officieel de John F. McCarthy Memorial Bridge) is een snelwegbrug over de Baai van San Francisco in de Amerikaanse staat Californië. Het is de meest noordelijke oost-westbrug over de baai. Ze is 8,9 km lang en verbindt San Rafael (Marin County) in het westen met Richmond (Contra Costa County) in het oosten. Het ontwerp bestaat uit twee cantileverbruggen en lijkt daarom wat op een rollercoaster.
Voor de bouw van de Richmond-San Rafaelbrug was er een ferryverbinding tussen Richmond en San Rafael. De brug opende op 1 september 1956 en was op dat moment een van 's werelds langste bruggen. Ze maakte oorspronkelijk deel uit van de California State Route 17, maar is tegenwoordig een onderdeel van de Interstate 580. Er zijn vier rijstroken: twee op het bovenste niveau (westwaarts) en twee op het onderste (oostwaarts). Er wordt tol geheven op voertuigen die de brug in westelijke richting berijden.